# Skipper (Satellit)
Skipper war ein wissenschaftlicher Satellit, der als Gemeinschaftsprojekt der USA und Russlands in der Zeit nach dem Kalten Krieg entwickelt wurde. Er wurde am 28. Dezember 1995 gemeinsam mit dem indischen Satelliten IRS-1C an Bord einer russischen Molnija-M-Rakete vom Kosmodrom Baikonur in Kasachstan gestartet. Schon nach 12 Erdumrundungen konnte kein Signal des Satelliten mehr empfangen werden. Vermutet wurde ein Defekt der Solarzellen.

## Geschichte und Entwicklung
Das Skipper-Projekt entstand 1993 auf Initiative von Gennady Malyshev vom Moskauer Luftfahrtinstitut während einer AIAA-Konferenz für Kleinsatelliten an der Utah State University (USU). Malyshev schlug einen wissenschaftlichen Satelliten vor, der gemeinsam von amerikanischen und russischen Universitätsforschern gebaut werden sollte.
Das Space Dynamics Laboratory (SDL) der Utah State University übernahm die Rolle des Hauptauftragnehmers und Herstellers der wissenschaftlichen Nutzlast, während das Moskauer Luftfahrtinstitut als Kontaktstelle für Hardware und wissenschaftliche Bemühungen fungierte. Das Moskauer Staatliche Luftfahrtinstitut lieferte Instrumente und grundlegende wissenschaftliche Unterstützung.
Die Finanzierung des Projekts erfolgte durch die Strategic Defense Initiative Organization (später umbenannt in Ballistic Missile Defense Organization, BMDO) der USA, die sich hauptsächlich für den Bereich der Hochgeschwindigkeits-Fahrzeug-Aerothermochemie interessierte.

## Wissenschaftliche Ziele
Der Hauptzweck von Skipper war die Messung optischer Emissionen von Raumfahrzeugen, die während des Orbitalflugs und beim Wiedereintritt in die Erdatmosphäre entstehen. Der Satellit war das dritte Experiment des Bowshock-Experiments.
Die wissenschaftlichen Instrumente an Bord des Skipper umfassten:
- ein UV-Spektrometer mit Abtastfunktion, 200 bis 400 nm;
- ein VUV-Spektrometer mit Abtastfunktion (Vakuum-Ultraviolett), 110 bis 200 nm;
- zwanzig Schmalbandphotometer, UV und sichtbarer Bereich; und
- vier gasgefüllte Detektoren, 120 und 130 nm (zwei Proportionalzähler und zwei Ionisationskammern).

## Technische Daten
Der Satellit hatte folgende technische Eigenschaften:
- Masse: etwa 250 kg (mit Treibstoff)
- Form: zylindrisch mit einer kugelförmigen Stoßfläche (1 m Radius)
- Stromversorgung: Solarzellen (russisch) mit einer durchschnittlichen Leistung von ca. 40 Watt
- Antriebssystem: Hydrazin-Triebwerke (ähnlich denen auf der russischen Fobos-Mission) und Kaltgas-Stickstofftriebwerke
- Lageregelung: Spinstabilisierung entlang der Symmetrieachse, Ithaco-Horizontkreuzungsdetektor, Magnetometer und Drehmomentenstab-Nutation
- Kommunikation: Festkörperspeicher für Daten, tägliche Datenübertragung zur Erde
- Navigation: GPS-Empfänger zur Zeitbestimmung und Bahnberechnung